# Coihueco
Coihueco is een gemeente in de Chileense provincie Punilla in de regio Ñuble. Coihueco telde 26.881 inwoners in 2017 en heeft een oppervlakte van 1777 km².

## Geboren in Coihueco
- Carlos Chandía (1964), voetbalscheidsrechter